# Orisbach
Der Orisbach ist ein neun Kilometer langer Bach in den Schweizer  Kantonen Solothurn und Basel-Landschaft. Er entspringt im Grenzgebiet zwischen den beiden Kantonen im Tafeljura am Rande des Gempenplateaus und mündet in Liestal in die Ergolz. Der Orisbach prägt das Oristal, dem er auch den Namen gab.

## Name
1436 wird der Bach als „des wassers … die Orusz“ schriftlich erwähnt. Der Name Orisbach kann nicht sicher gedeutet werden. Gemäss dem Solothurnischen Namenbuch kommt Orisbach wohl von galloromanisch Orusa mit der Bedeutung "die Schnellfliessende". Der Sprachwissenschaftler Albrecht Greule hingegen leitet den Namen vom germanischen *aura- mit der Bedeutung „sandiger Boden, Kies im Sand“ ab.
In Hölstein im Waldenburgertal ist die Uhrenfabrik Oris. Die Firma hat 1904 diese Bezeichnung vermutlich aufgrund des Wohlklangs gewählt.

## Bachverlauf und Geschichte

### Quellbäche
Der Orisbach hat zwei Quellflüsse, den Dorfbach von Büren und den Ruestelbach, der wiederum im Quellgebiet auf den ersten ca. 300 Metern aus zwei Quellbächlein besteht. Während der Bürener Dorfbach im Zentrum von Büren auf 432 m ü. M. entspringt, liegen die Quellen des Ruestelbaches im solothurnisch-baselbieterischen Grenzgebiet südöstlich von Büren resp. südwestlich von Lupsingen (BL). Der westliche, etwas längere Quellbach des Ruestelbaches entspringt südlich der Hagenmatt auf Solothurner Boden auf 460 m ü. M., der östliche Quellbach ca. 500 Meter östlich davon auf Baselbieter Boden beim Hof Öschtel auf 470 m ü. M. Die beiden Quellbäche fliessen beim Hof Rotengrund direkt an der Grenze der beiden Kantone zusammen.
Im Talboden einen Kilometer östlich von Büren fliessen der 1 km lange Bürener Dorfbach und der gut zwei Kilometer lange Oestelbach auf Solothurner Boden zusammen. Ab diesem Zusammenfluss wird das Gewässer offiziell Orisbach genannt.

### Grenzbach
Wenige hundert Meter östlich des Zusammenflusses, an der Ortsgrenze zwischen Büren und St. Pantaleon verengt sich das Oristal. Ab diesem Punkt bis Neunuglar kurz vor Liestal bildet der Orisbach in der Mitte seines Bachbetts die Grenze zwischen den Kantonen Solothurn und Basel-Landschaft. Insgesamt ist er auf 2/3 seiner Länge Grenzbach. Im weiteren Verlauf schlängelt sich der Orisbach durch das eher enge und weitgehend unbewohnte Oristal. Im Laufe der Zeiten hat sich der Bach auf eine mittlere Höhe von 390 m ü. M. durch das Juragestein eingegraben. Auf den linksufrigen Höhen des Tafeljuras befinden sich die Ortschaften St. Pantaleon und Nuglar, rechtsufrig ebenfalls auf der Höhe die Baselbieter Gemeinden Lupsingen und Seltisberg. Diese Ortschaften liegen ca. 100 Höhenmeter oberhalb des Talgrunds. Dem Talgrund folgt auch die Hauptstrasse von Liestal über Büren nach Seewen.

### Verlauf und Geschichte in Liestal
Bei Neunuglar, einem kleinen Weiler von Nuglar an der Talstrasse gelegen, wird der Bach zu einem reinen Baselbieter Gewässer. Einen halben Kilometer bachabwärts durchfliesst der Orisbach den Orishof, eine Regenbogenforellenzucht mit mehreren künstlichen, vom Orisbach gespeisten Zuchtbecken. Gleich anschliessend durchfliesst er ein Industriequartier der Stadt Liestal. Ende der 1980er-Jahre wurde im nördlichen Teil der Bach aus der Mitte des Industriegebiets an den östlichen Rand des Talbodens verlegt.
Gleich anschliessend ergiesst sich der Bach über einen kleinen künstlichen Wasserfall. Vor dem Fall wird dem Bach künstlich durch das Schwieribächli Wasser entnommen. Dient das Schwieribächli heutzutage nur noch dekorativen Zwecken und führt es nur wenige hundert Meter weit, so führte das Schwieribächli im 19. Jahrhundert bis in die Altstadt von Liestal, wo das Wasser des Orisbaches industriell genutzt wurde (u. a. Antrieb von Mühlen, der Gasthof Stadtmühle erinnert noch an diese Zeit). Ab 1877 wurde das Wasser auch für die Trinkwasserversorgung genutzt, was 1890 zu einer Typhusepidemie mit 21 Toten führte.
Der Orisbach selbst maändriert durch das Wohnquartier Schwieri und unterquert unmittelbar östlich des Bahnhofs die Bahnlinie Basel – Olten. Gleich anschliessend unterfliesst der Bach den Parkplatz der Post und durchfliesst die Allee von Liestal. Diese Ebene zwischen Bahnhof und Altstadt, welche beide erhöht davon liegen, bestand jahrhundertelang aus Sumpf und einem See, dem Orissee. Dieses Gebiet wurde schon 1799 trockengelegt.  Noch heute erinnern das Hinterseeweglein und die Seestrasse an die ursprünglichen Begebenheiten. Nach der Allee fliesst der Orisbach westlich der Altstadt nordwärts und ergiesst sich schliesslich auf 313 m ü. M. beim Konrad-Peter-Areal in die Ergolz.

## Hydrologie
Der Orisbach hat eine Länge von knapp sieben Kilometern (9 Kilometern mit Quellbächen) und ein Einzugsgebiet von 20,8 km². Die langjährige mittlere Jahresabflussmenge beträgt 0,3 Kubikmeter pro Sekunde. Der Wasserstand ist jedoch stark von der Witterung und Jahreszeit abhängig. Im sehr trockenen Sommer 1989 trocknete der Bach beinahe aus, beim Jahrhunderthochwasser 1999 flossen pro Sekunde 13,6 Kubikmeter Wasser durch den Bach.

## Natur und Umwelt

### Fauna
Neben Kleinstlebewesen ist der Orisbach vor allem Lebensraum der zu den gefährdeten Arten zählenden Bachforelle. Entsprechende Untersuchungen ergaben sehr gute Lebensbedingungen und Populationen im Oberlauf des Baches, die sich bachabwärts zunehmend verschlechtern (bis Note "mässig" in Liestal). Trotz der sehr guten Bachforellenpopulation werden jedoch andere Forellenarten, vor allem die Groppe und die Schmerle, vermisst.

### Wasserqualität
Die Wasserqualität des Orisbaches ist sehr gut. Der Bach ist nicht mit Schwermetallen belastet.  Eine umfangreiche biologische Untersuchung anhand dreizehn verschiedener Prüfpunkte bescheinigte ebenfalls eine gute Wasserqualität.